# GSC512-1155
GSC512-1155 — хімічно пекулярна зоря спектрального класу A2, що має видиму зоряну величину в смузі V приблизно 10,0.

## Пекулярний хімічний склад
Зоряна атмосфера GSC512-1155 має підвищений вміст 
Cr
.